# FK Mynaj
FK Mynaj (Oekraïens: ФК Минай, voluit Футбольний клуб «Минай», Foetbolnyj kloeb Mynaj) is een Oekraïense voetbalclub uit Mynaj, een dorp nabij de stad Oezjhorod. De club werd in 2015 opgericht en promoveerde in 2020 naar de Premjer Liha, het hoogste Oekraïense niveau.

## Geschiedenis
De club werd opgericht in 2015 en werd in het seizoen 2018/19 toegelaten tot het Oekraïense profvoetbal op het derde niveau, de Droeha Liha. In haar eerste seizoen won de club direct de A-groep, waardoor het promoveerde naar het tweede niveau, de Persja Liha. De club werd niet uitgeroepen tot kampioen van de Droeha Liha, omdat het de kampioenswedstrijd tegen de winnaar van de B-groep, Kremin Krementsjoek, verloor. In het seizoen 2019/20 werd Mynaj als promovendus kampioen van het tweede niveau, waardoor de club in 2020 opnieuw promoveerde en debuteerde op het hoogste niveau.

## Erelijst
Kampioen Persja Liha
2019/20

## Seizoensresultaten vanaf 2018
| Seizoen | Competitie           | Niveau | Eindstand | Beker        | Opmerking                                                                                     |
| ------- | -------------------- | ------ | --------- | ------------ | --------------------------------------------------------------------------------------------- |
| 2017/18 | Amateur Liha Groep 1 | IV     | 1         | --           | Promotie play-offs > FK Tavria-Skif Rozdol: 0-0 (3-4 n.s.). Alsnog toegelaten tot Droeha Liha |
| 2018/19 | Droeha Liha Groep A  | III    | 1         | 8e finale    | kampioenschap play-off > Kremin Krementsjoek: 0-1                                             |
| 2019/20 | Persja Liha          | II     | 1         | halve finale |                                                                                               |
| 2020/21 | Premjer Liha         | I      | 14        | 8e finale    |                                                                                               |
| 2021/22 | Premjer Liha         | I      | 15        | 4e ronde     | Gespeeld tot kwartfinale i.v.m. Russische inval                                               |
| 2022/23 | Premjer Liha         | I      | 8         | --           | Geen bekertoernooi i.v.m. Russische inval                                                     |
| 2023/24 | Premjer Liha         | I      | 15        | 8e finale    |                                                                                               |
| 2024/25 | Persja Liha          | II     | 12        | 3e ronde     |                                                                                               |
| 2025/26 | Persja Liha          | II     | .         |              |                                                                                               |

FK Agrobiznes Volochysk ·
Boekovina Tsjernivtsi ·
FK Chernigiv ·
Inhoelets ·
Mynaj · 
Nyva Ternopil ·
Podillya Chmelnytsky ·
Prikarpattja Ivano-Frankivsk ·
Probiy Gorodenka  ·
Metalist 1925 Charkov ·
FK Livyi Bereh Kyiv ·
Phhoenix-Marioepol ·
Tsjornomorets Odessa · 
Vorskla Poltava · 
UCSA Tarasivka ·
Viktorija Soemi ·
Metaloerh Zaporizja ·